# Maricultura
La maricoltura è una branca specializzata dell'acquacoltura coinvolta nella coltivazione di organismi marini, per prodotti alimentari, in strutture navali situate in mare aperto. Effettuata in una sezione chiusa dell'oceano, questa è una pratica che differisce dall'acquacoltura interna, che impiega stagni o canali riempiti con acqua intertidale. Un esempio di maricoltura è la coltivazione o allevamenti di pesci marini, ostriche o alghe in mare aperto o nella zona costiera. Questa attività produttiva richiede una metodologia e un'analisi prima del suo funzionamento diversa dagli studi richiesti per i sistemi di produzione nelle aziende agricole interne come la coltivazione di pesci e crostacei o alghe in stagni di terra. La maricoltura richiede studi batimetrici, correnti, altezza delle onde e, insieme a questi studi, la valutazione delle strutture di coltivazione navale da utilizzare che saranno selezionate in base all'organismo da coltivare. I prodotti non alimentari prodotti dalla maricoltura includono: farina di pesce, agar nutriente, gioielli (ad esempio, perle coltivate) e cosmetici.
Lo sviluppo della maricoltura deve essere sostenuto dalla ricerca e dallo sviluppo di base e applicata in campi importanti come la nutrizione, la genetica, i sistemi di gestione, la gestione dei prodotti e la socioeconomia. Un'opzione sono i sistemi chiusi che non hanno alcuna interazione diretta con l'ambiente locale.  Tuttavia, i costi di investimento e operativi sono attualmente molto più elevati rispetto alle gabbie aperte, il che limita il loro attuale ruolo di incubatoi.
L'acquacoltura marina sostenibile promette benefici economici e ambientali. Le economie di scala significano che l'allevamento di bestiame può produrre pesce a un costo inferiore rispetto alla pesca industriale, portando a un migliore cibo umano e alla graduale eliminazione della pesca insostenibile. I pesci da maricoltura sono anche considerati di qualità superiore rispetto ai pesci allevati in stagni o vasche e offrono maggiori opzioni di specie. Il costante controllo dell'offerta e della qualità ha permesso l'integrazione nei canali del mercato alimentare.